# Дубіса
Дубіса (лит. Dubysa) — річка в західній частині Литви. Довжина становить 146 км, площа басейну — 2070 км². Права притока річки Німан. Витік річки знаходиться на Жемайтській височині недалеко від міста Шяуляй. Протікає через місто Арегала. Сполучена каналом з річкою Вента.

## Галерея

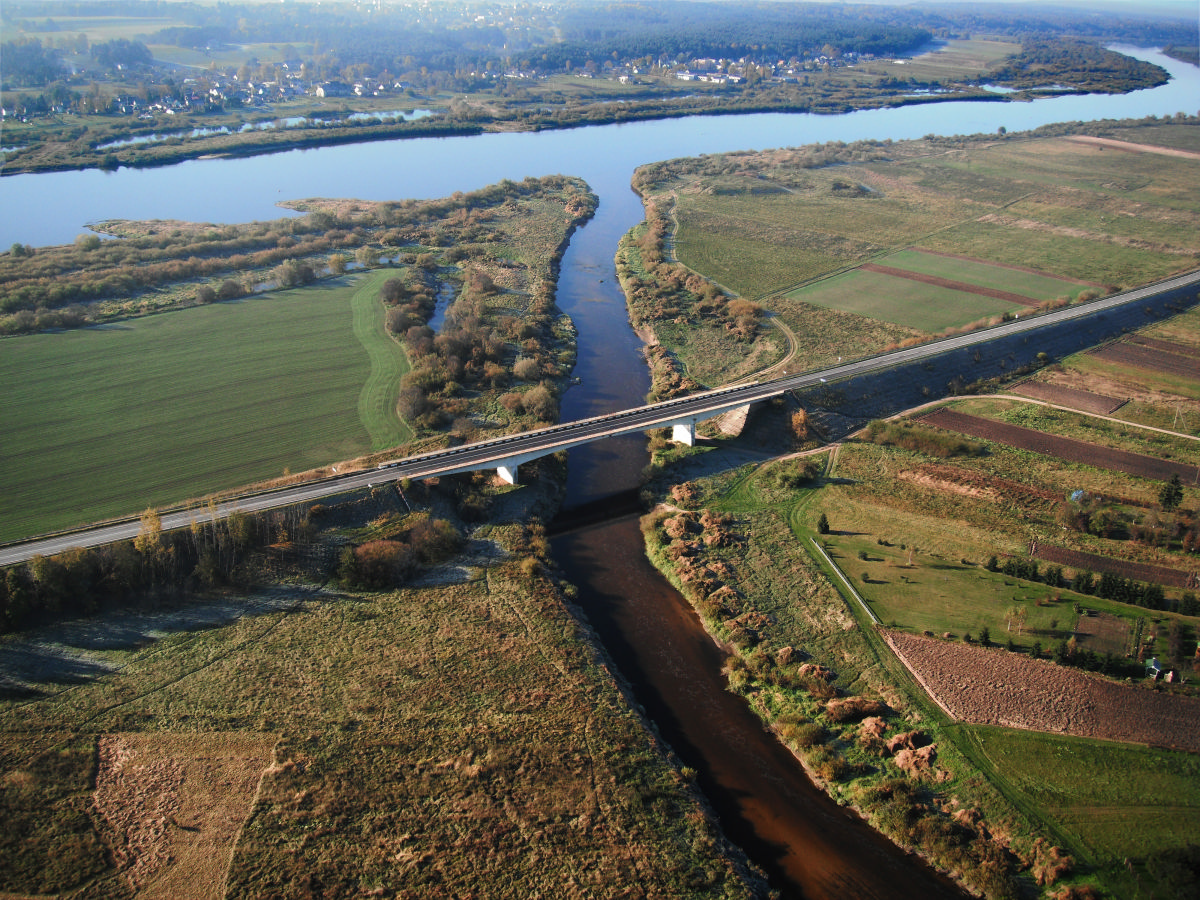
Впадіння Дубіси в Німан
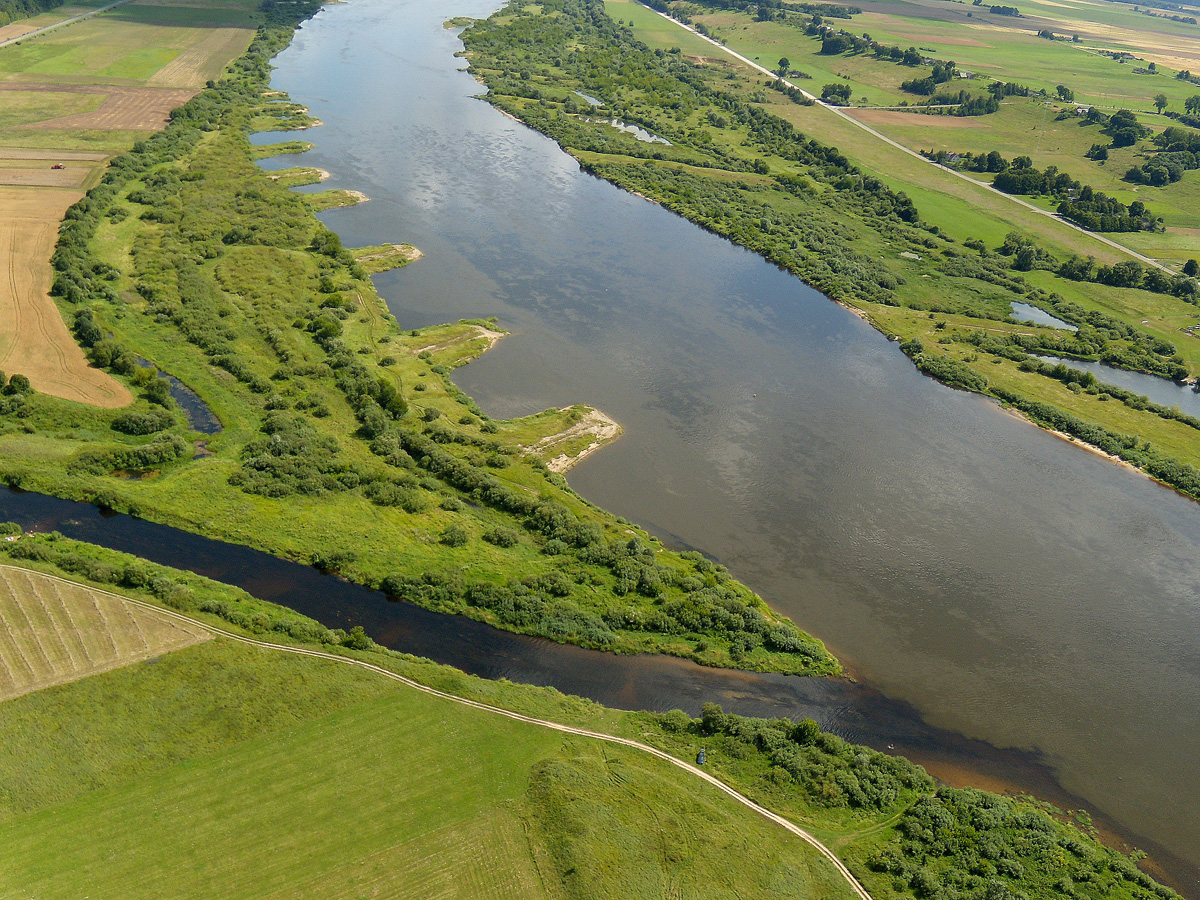
Впадіння Дубіси в Німан
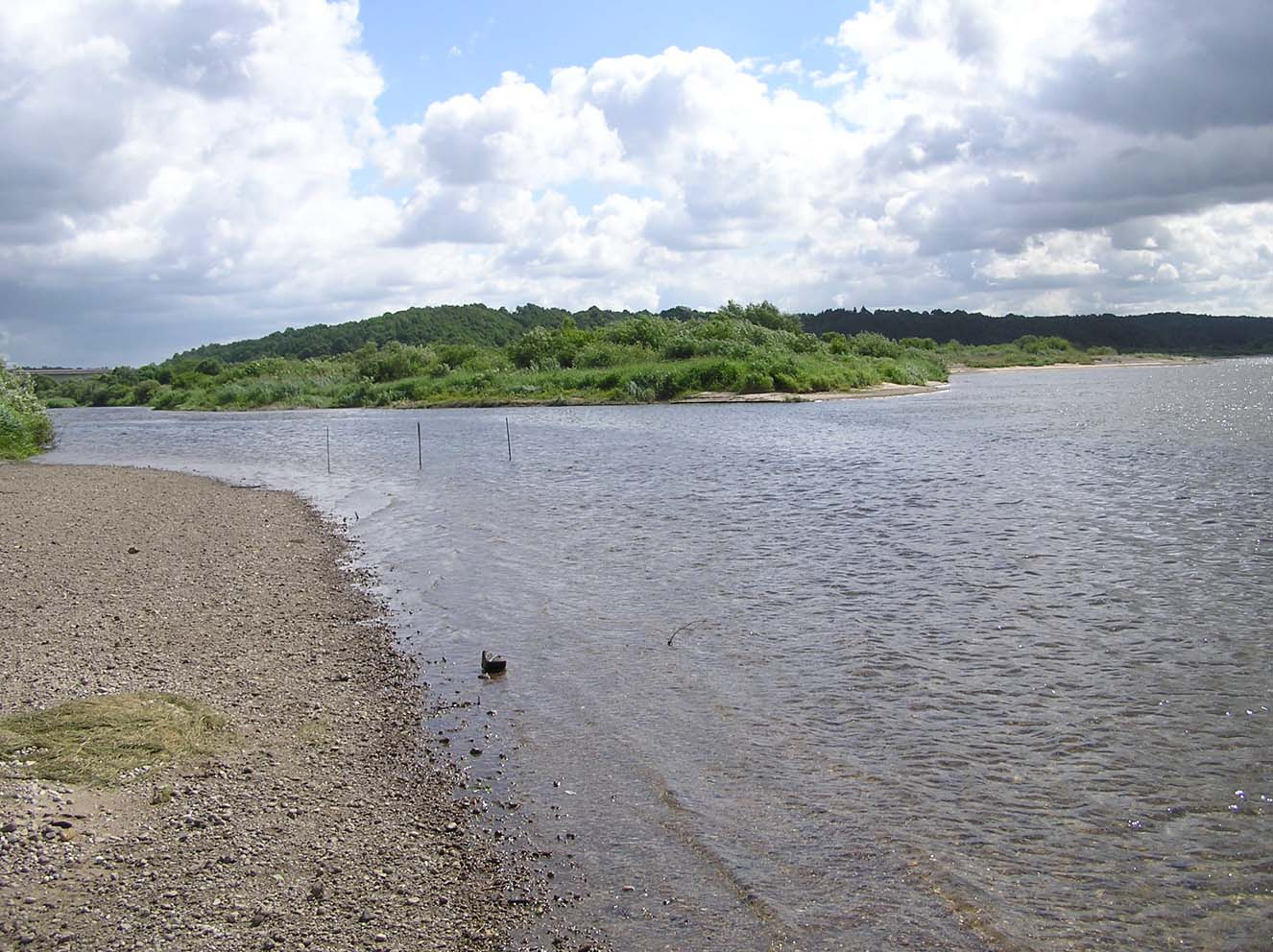
Впадіння Дубіси в Німан
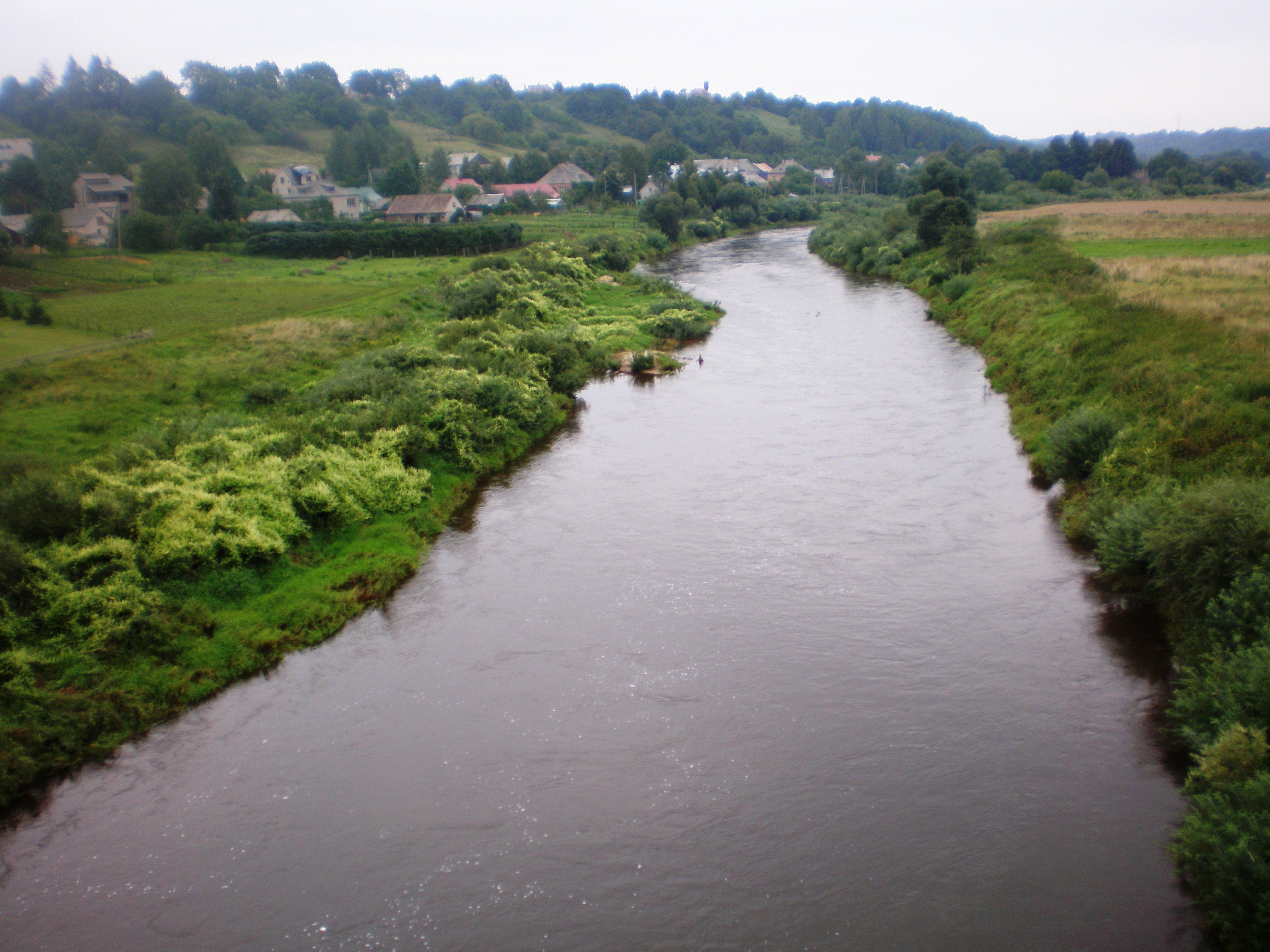
Річка